# Motoranlasser

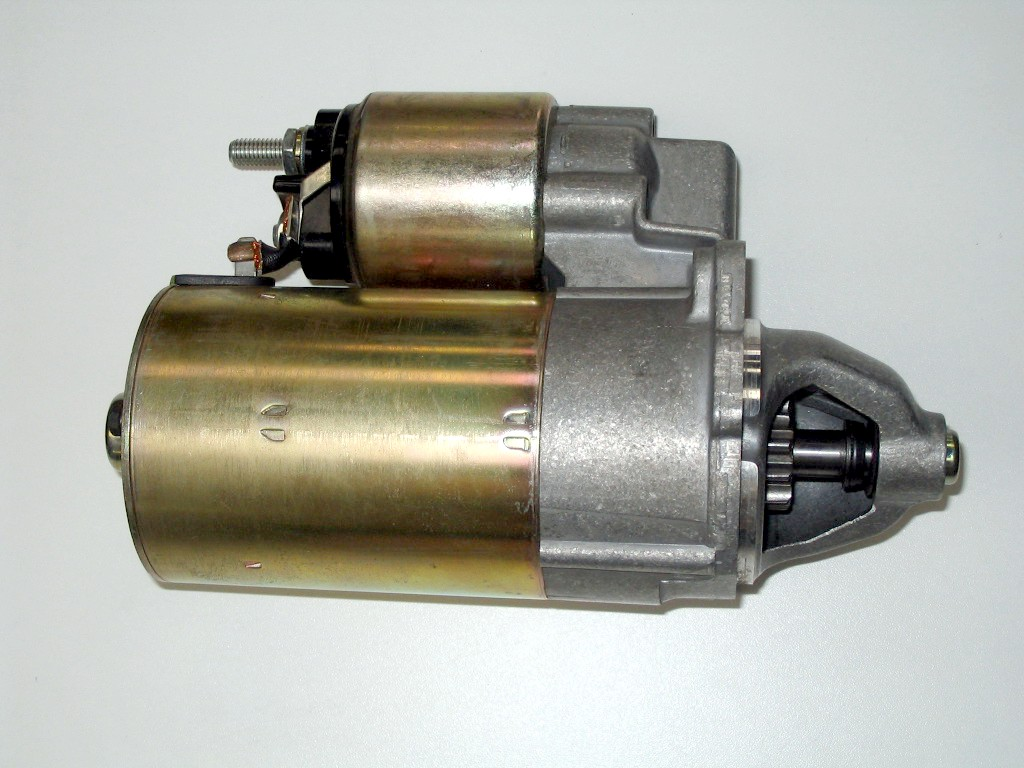
Elektrischer Anlasser, etwa 30 cm lang

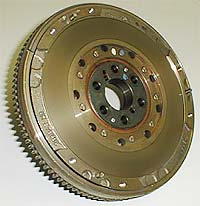
Schwungrad mit Zahnkranz

Der Anlasser oder Starter ist ein Hilfsaggregat zum Starten von Verbrennungskraftmaschinen. Ebenfalls werden hier manuelle Anlassverfahren beschrieben, die üblicherweise nicht als Anlasser oder Starter bezeichnet werden.

## Zweck und Voraussetzungen
Verbrennungsmotoren und auch Gasturbinen können, im Gegensatz zu Dampfmaschinen und Elektromotoren, bei Stillstand kein Drehmoment liefern und daher nicht selbst anlaufen. Verbrennungsmotor bzw. Gasturbine müssen auf eine Mindestdrehzahl (Zünddrehzahl) beschleunigt werden, ab der in der Maschine der Verbrennungsprozess selbsterhaltend weiterläuft. Bei einem Verbrennungsmotor heißt dies, dass die im Schwungrad gespeicherte Energie aus der Verbrennung den Motor bis zum nächsten Arbeitstakt weitertreiben muss. Unterhalb der Zünddrehzahl entweichen an Kolbenringstoß und ggf. Ventilen zu viel der zu komprimierenden Luft (bzw. Gemisch) und zu viel Wärme über die Brennraumwände (hauptsächlich Kolbenboden und Zylinderkopf). Beides reduziert die Temperatur im Brennraum, sodass kein ordentlicher Verbrennungsprozess stattfinden kann.
Der Motor muss vor dem Anlassvorgang in einen Zustand gebracht werden, in dem er lauf- und startfähig ist. Dazu gehören unter anderem, dass die Maschine technisch in Ordnung sein muss, Startgrenztemperaturen eingehalten werden, der Drehwiderstand nicht zu groß ist (Arbeitsmaschine ausgekuppelt und gegebenenfalls Dekompression eingeschaltet), Kraftstoffversorgung und bei Ottomotoren Zündung eingeschaltet, Gashebel und bei Vergasermotoren Choke oder Startmehrmenge in die richtigen Stellungen gebracht wurden. Ab der Größe eines typischen Lokomotivmotors müssen die Motoren vorgewärmt werden (ca. 40 °C bis Betriebstemperatur) und der Öldruck muss vor dem Start aufgebaut werden.

## Anbringung am Motor

### Motornahe Anbringung
Die oft einfachste Form ist, den Anlasser direkt auf der Kurbelwelle zu montieren. Eine eigene Wellenlagerung wird nicht benötigt und meistens auch kein eigenes Gehäuse für den Anlasser. Nachteilig ist, dass ein sehr hohes Drehmoment aufgebracht werden muss, um die Anlasswiderstände des Motors zu überwinden. Deshalb wurde die Anbringung früher nur bei sehr kleinen Motoren verwendet. Heute wird sie aber wieder bei hybridisierten Pkw-Motoren eingesetzt, weil dort die Elektromaschine eine sehr hohe Leistung hat, um das Fahrzeug auch elektrisch fahren zu können.

### Ritzelstarter
Die verbreitetste konstruktive Lösung ist, dass ein Elektromotor (Anlassmotor) mit einem Ritzel einen Zahnkranz am Schwungrad des Verbrennungsmotors antreibt. Dabei ergibt sich typischerweise ein Übersetzungsverhältnis von 10:1 oder größer, sodass der Anlasser weniger Drehmoment liefern muss und entsprechend klein sein kann. Bei dieser Anordnung kann der Anlasser nicht als Generator, also auch nicht zum Laden der Starterbatterie genutzt werden, denn er steht bei laufendem Motor still.
Bei größeren Anlassern und Motoren dominieren nach SAE genormte Anbauflansche.

### Getriebe

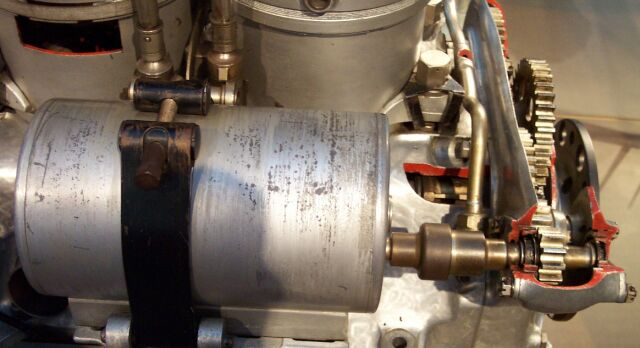
Anlasser an einem Luftschiffmotor aus den 1920er Jahren

Der Anlasser kann auch über ein Getriebe (meist Riementrieb) am Motor angebracht werden, dabei wird bei Betrieb des Motors der Anlasser typischerweise nicht vom Motor abgekoppelt, läuft also permanent mit. Dies erfordert kleinere Übersetzungsverhältnisse als beim Ritzelstarter, um bei laufendem Motor die Drehzahl im Anlasser nicht zu hoch werden zu lassen.

### Sonderbauformen
Sonderbauformen, zum Beispiel Druckluftanlassung über die Zylinder, erfordern häufig eine konstruktive Anpassung des Motors an diese Anlassmethode, etwa ein zusätzliches Ventil im Zylinderkopf.

## Manuelle Anlassverfahren

### Andrehen und Kurbelstart
Die wohl älteste Startmethode ist das direkte Andrehen eines Motors durch Griff in die Speichen oder an den Kranz des Schwungrads, diese Methode stieß jedoch schnell an ihre Grenzen: Die Motoren wurden größer und leistungsstärker, womit der zu überwindende Andrehwiderstand stieg, gleichzeitig aber auch kompakter, leichter und hochtouriger. Zudem wurde das Schwungrad eingehaust.
Das Andrehen mit Handkurbel (Kurbelstart) kam auf: Die Andrehkurbel wurde über eine Andrehklaue in den Motor eingespurt. Sinn ist, dass die Andrehkurbel während des Andrehens nicht ausspurt, nach dem Anlaufen des Motors aber zuverlässig ausgeworfen wird.
Die Andrehvorrichtung arbeitete bei kleinen Dieselmotoren z. B. auf die Nockenwelle, weil dies praktisch ohne zusätzlichen Bauaufwand die gewünschte Übersetzung zur Kurbelwelle lieferte. Der  Kompressionswiderstand besonders bei Dieselmotoren wurde durch eine Dekompressionseinrichtung beim Andrehen zunächst vermieden, um Schwung holen zu können. Im gewerblichen Bereich schrieben die Berufsgenossenschaften teilweise die Höhe des Andrehpunktes vor, zum Beispiel Andrehwelle min. 600 mm über Standort des Bedieners.
Es muss verhindert und es musste früher damit gerechnet werden, dass der Motor rückwärts anlaufen kann. Das ist eine Gefahr für den Andrehenden, weil die Kurbel dann nicht ausgeworfen wird und die Kraft des Motors überträgt (Zurückschlagen des Motors und der Andrehkurbel). Um hierbei Verletzungen an Daumen oder Handgelenk zu vermeiden, ist der sogenannte Affengriff zum Umfassen der Andrehkubel erforderlich.
Auch einige Kraftfahrzeuge mit Anlasser hatten lange Jahre noch eine Anlasskurbel beiliegend, um bei schwacher Batterie starten zu können: zum Beispiel VW Käfer und Derivate, Renault R4, Renault Dauphine, Citroën 2CV (hier zugleich Wagenheberkurbel).

### Anschieben
Durch Anschieben oder auch Anschleppen oder Anrollenlassen kann ein Kraftfahrzeug gestartet werden, wenn der Anlassmechanismus versagt, seine Energiequelle erschöpft oder der Motor "abgesoffen" ist.
Voraussetzung ist ein mechanisches Getriebe (kein Automatikgetriebe mit Drehmomentwandler) ohne Freilauf und eine per Pedal oder Hebel betätigbare Kupplung. Günstig ist eine griffige Fahrbahn und möglichst auch ein kleines Gefälle.
Oft arbeiten beim Anschieben von PKW zwei oder mehr Personen zusammen. Das Fahrzeug wird mit eingelegtem zweitem Gang und getretener Kupplung angeschoben. Der Fahrer kuppelt bei ausreichender Geschwindigkeit möglichst schnell ein.
Bei höherem Rolltempo ist ein höherer Gang vonnöten.
Schwach motorisierte Fahrräder (zum Beispiel Velosolex) werden häufig typisch per Pedalieren angefahren und erst dann wird der Motor durch Einkuppeln gestartet.

### Seilstart
Seilstart ist eine Hand-Startmethode, die bei kleinen Schwungmassen anwendbar ist und deshalb bis zur Verbreitung von Reversierstart und Elektrostartern verbreitet war. Den geringen Kosten bei Motor und Startvorrichtung steht eine sehr anspruchsvolle Bedienung mit hohem Verletzungsrisiko gegenüber.

### Reversierstart
Der Reversierstarter ist die übliche Handstarteinrichtung für kleine Motoren wie Außenbordmotoren, Rasenmäher oder Kettensägen. Es gibt keine Unfallgefahr mehr und die Masse ist dennoch gering, was für mobile Geräte nützlich ist.

### Kickstart
Der Kickstarter wird vorwiegend bei Motorrädern verwendet und gleicht in seiner Funktion dem Reversierstart.

## Kraftstartanlagen
In Abgrenzung zu den manuellen oder Handstartverfahren wird gelegentlich von Kraftstarteinrichtungen gesprochen. Gemeint sind damit alle Verfahren, bei denen im Moment des Startvorgangs die Energie zum Starten des Motors aus einem Speicher zur Verfügung gestellt wird. Welche Energieform genutzt wird, ist unerheblich (mechanisch, chemisch etc.), ebenso wie dieser Speicher wieder aufgeladen wird. Typischerweise bestehen die Systeme u. a. aus dem Starter selbst, einem Energiespeicher, einer Steuerung und einer Vorrichtung den Speicher wieder aufzuladen.

### Elektroanlasser

#### Schubankeranlasser
Der Schubankeranlasser ist die vermutlich älteste Bauform eines Elektroanlassers und nur noch für zunehmend größere Leistungen üblich. Äußerlich erkennbar ist er gegenüber dem Schub-Schraubtriebanlasser an dem fehlenden seitlichen Zugmagneten und einer Kappe am hinteren Ende, die über das eigentliche Anlassergehäuse vorsteht.
In einer frühen einfachen Form sind Anlasserwelle, Ritzel und Anker fest miteinander verbunden, im Anlassergehäuse axial verschiebbar gelagert und durch Federkraft in Ruhestellung eingezogen. Für den Anlassvorgang wird der Anker mit dem Startpedal gegen die Federkraft nach vorne geschoben und das Ritzel in den Schwungrad-Zahnkranz einspurt. In seiner Endlage schließt ein Kontakt für den Anlasserstrom und der Anlasser beginnt sich zu drehen und startet den Motor. Dann wird der Anker bei Loslassen des Pedales durch Federkraft in Ruhestellung zurückgezogen und dabei der Stromfluss zum Anlasser unterbrochen. Die Zahnflanken von Ritzel und Zahnkranz mussten angeschrägt sein, da sonst im ungünstigen Fall das Ritzel nicht einspuren konnte (Zahn auf Zahn). Es gab keinen Freilauf, der Motor nahm also die Anlasserwelle mit, bis diese ausgespurt wurde.
Seit den 1960er Jahrzehnten sind solche Anlasser jedoch elektromagnetisch betätigt, indem der Anker von selbst in den Stator hineingezogen wird. Der Stator hat eine schwache Reihenschlusswicklung zum Einrücken, eine zusätzliche Hilfswicklung zum Halten des Ankers und eine starke Reihenschlusswicklung zum Anlassen. Das Ritzel ist über eine Lamellenkupplung mit der Ankerwelle verbunden.
Bei Start werden die Hilfswicklungen des Stators bestromt, der Anker samt Ritzel rückt ein.
Ist das Ritzel bis zur Endlage eingespurt, schaltet ein mechanisch gekoppelter Schalter die Haupt-Reihenschlusswicklung des Stators zu. Jetzt wird der Verbrennungsmotor gestartet. Wenn der Startbefehl abgebrochen wird, wird der Anlasser insgesamt stromlos geschaltet und die Ankerwelle wird durch Federkraft in Ruhestellung zurückgezogen. Ist das Ritzel bei anlaufendem Motor noch eingespurt, dann öffnet die Lamellenkupplung zwischen Ritzel und Anker des Anlassers und verhindert so, dass der Anlasser mitgenommen und zerstört werden kann.

#### Bendix-Anlasser

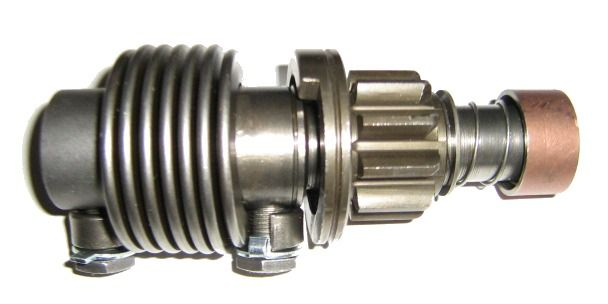
Bendix-Antrieb

Der Bendix-Anlasser bot seinerzeit den Vorteil des automatischen und zwangsweisen Ausspurens des Ritzels aus dem Zahnkranz bei laufendem Motor zu einem niedrigen Preis. Deshalb wird er heute noch an sehr kleinen und billigen Ottomotoren verwendet, zum Beispiel für Rasenmäher. Bendix-Anlasser sind einfach zu identifizieren an ihrem zylindrischen Gehäuse ohne daneben angeordneten Magnetschalter.
Auf der Anlasserwelle befindet sich ein Gewinde, auf dem das Ritzel als Wandermutter läuft (der Bendix-Antrieb). Durch eine Feder wird das Ritzel normalerweise in Ruhestellung im Anlasser gehalten. Wird der Anlasser eingeschaltet (und damit der Rotor stark beschleunigt), so wird das Ritzel durch seine Massenträgheit auf dem Gewinde aus dem Anlasser getrieben und in den Zahnkranz eingespurt. Sowie der Anlasser ausgeschaltet wird, drückt die Feder das Ritzel zurück in Ruhestellung. Wenn der Motor anläuft und das Anlasserritzel antreibt, dann treibt dies das Ritzel zwangsweise aus dem Zahnkranz heraus.
Der Bendix-Anlasser hat kein integriertes Relais zur Steuerung des hohen Anlasserstroms, benötigt also ein externes Relais oder einen hoch belastbaren Startschalter und/oder relativ lange Anlasserleitungen. Das Ritzel wird relativ unkontrolliert gegen den Zahnkranz geschleudert und kann dabei leicht nicht einspuren, Anlasser und Ritzel drehen dann weiter, das Ritzel schleift auf der Flanke des Zahnkranzes. Dies erfordert eine sorgfältige Bearbeitung der Zahnflanken von Ritzel und Zahnkranz, trotzdem verschleißen beide schnell. Erfolgreiches wie fehlerhaftes Einspuren sind unangenehm laut.

#### Schub-Schraubtriebanlasser

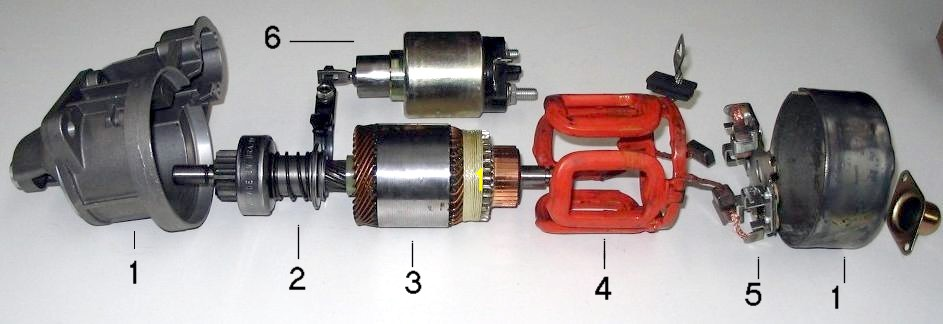
Zerlegter Schub-Schraubtriebstarter mit Reihenschlußmotor
1 Gehäusekappen
2 Freilauf mit Ritzel und Einspur-Schraubtrieb
3 Rotor des Anlassmotors
4 Stator/Feldwicklung (ohne mittleres Gehäuse)
5 Bürstenhalter
6 Magnetschalter

Etwa seit den 1960er Jahren begann der Schub-Schraubtriebanlasser die konkurrierenden Bauarten Bendix und Schubanker zu dominieren, weil er die Vorzüge beider Bauarten ineinander vereinte: Zuverlässiges Ausspuren bei schnell anlaufendem Verbrennungsmotor bei kontrolliert sicherem, verschleiß- und geräuscharmem Einspuren ohne nennenswerten Verschleiß. Charakteristisch sind die zwei nebeneinander liegenden Gehäusezylinder, der kleinere ist der Magnetschalter.
Auf der Anlasserwelle sitzt das axial verschiebbare und durch Federkraft in Ruhestellung im Anlasser gehaltene Ritzel (Pos. 2). Wird der Magnetschalter (meist vom Zündschloss) angesteuert, fließt ein relativ kleiner Strom durch die Wicklung des Magnetschalters und zieht dessen Anker gegen eine Federkraft ein, über den Hebel wird dadurch das Ritzel Richtung Zahnkranz bewegt. Der Strom durchfließt danach die Hauptwicklung des Anlassers und versetzt ihn in langsame Drehung, um so das Einspuren zu unterstützen. In der Endlage des Magnetschalter-Ankers ist das Ritzel eingespurt und es wird im Magnetschalter ein Kontakt geschlossen, mit dem der Magnetschalter auf Haltewicklung geschaltet und der Strom für den Anlassermotor (Pos. 3 - 5) freigegeben wird. Beim Loslassen des Startknopfes bzw. Zündschlüssels wird die Stromzufuhr zum Magnetschalter unterbrochen, dessen Anker wird durch Federkraft in Ruhestellung geschoben, der Stromfluss zum Anlassermotor unterbrochen und das Ritzel aus dem Zahnkranz ausgespurt. Ein Freilauf zwischen Ritzel und Ankerwelle des Anlassers verhindert, dass der startende Verbrennungsmotor über das noch eingespurte Ritzel den Anlassermotor mitnehmen und beschädigen kann.
Die axiale Verschiebbarkeit des Ritzels auf der Anlasserwelle ist als Schraubgewinde (siehe Bild des zerlegten Anlassers) ausgeführt. Dadurch wird das Ritzel bei anlaufendem Verbrennungsmotor zwangsweise ausgespurt.
Seit ca. 1980 konnte man an Motoren von zum Beispiel Mitsubishi frühe Vertreter der Vorgelegeanlasser (Getriebemotoren) sehen. Die an diesen Anlassern verwendeten Stirnradgetriebe hatten deutlich höhere Kräfte innerhalb des Getriebes als in den später verwendeten Planetengetrieben, ermöglichten aber bereits kleinere und leichtere Anlassermotoren als bei dem bis dahin üblichen getriebelosen Anlassmotor. Verglichen mit den Anlassern mit Planetengetriebe sind diese Anlasser sehr kurz und sind daran erkennbar, dass der Anlassermotor außerhalb der Flucht der Ritzelwelle sitzt. Die Produktion blieb wohl auf Japan beschränkt.
Ab ca. 2000 wurden starke Permanentmagnete verfügbar und die Anlassmotoren nach und nach von Reihenschlussmotoren auf Permanenterregung umgestellt.
Um 2010 wurden Anlasser zunehmend in Vorgelegebauweise mit Planetengetriebe hergestellt. Die koaxiale Bauweise des Planetengetriebes und der durch die Untersetzung ermöglichte kleinere Motor führen dazu, dass der Anlasser mit Getriebe im Anlassergehäuse etwas schlanker und länger ist.
Die durch den hohen Strom des Anlassers einbrechende Bordnetz-Spannung ist als sogenannte Anlasskurve normiert – alle am Bordnetz betriebenen Systeme müssen hierbei betriebsfähig bleiben, insbesondere die Zündung bei Ottomotoren und die Motorsteuerung.

##### Pendelstarter (Lanz Bulldog)
Der Pendelstarter oder Pendelanlasser dient zum Anlassen des Lanz-Einzylindermotors und wurde speziell dafür von den Unternehmen Lanz und Bosch entwickelt. Der mechanische Aufbau ist bis auf den Freilauf mit dem Schub-Schraubtriebstarter nahezu identisch.
Beim Startvorgang dreht der Pendelstarter den Einzylindermotor, bis durch die Kompression vor Erreichen des oberen Totpunktes das zulässige maximale Anlasserdrehmoment erreicht wird. An diesem Punkt wechselt der Pendelstarter automatisch die Drehrichtung. Zusammen mit der zuvor aufgebrachten Kompressionsleistung, unterstützt durch das große Schwungrad, bewirkt die weitere Leistung des Pendelstarters ein Aufschaukeln des Vorganges zwischen den Totpunkten, das sich solange wiederholt, bis der Motor zündet. Da der Pendelstarter den Motor während des Anlassvorganges nicht über den Totpunkt drehen können muss, sind relativ kleine Starter und -batterie (12 Volt, 56 Amperestunden) ausreichend.

#### Startergeneratoren
Startergeneratoren arbeiten beim Start als Elektromotor (Anlasser) und bei laufendem Verbrennungsmotor als Generator (Lichtmaschine). Zum Beispiel wurde eine früher übliche Gleichstromlichtmaschine mit einer zusätzlichen Reihenschlusswicklung ausgestattet, über die der Verbrennungsmotor gestartet werden konnte. Sowie der Motor lief, wurde auf die normale Nebenschlusswicklung umgeschaltet, um die Batterie zu laden. Gleichstromlichtmaschinen hatten sehr geringe Leistungen und Ströme (bis ca. 15 A). so dass trotz Reihenschlussschaltung das Anlassmoment sehr gering war: Für kleine Zweitaktmotoren reichte es aus, aber selbst der kleinste Dieselmotor benötigte als Starterleichterung eine Dekompression. Mit dem steigenden Leistungsbedarf bei Motoren und Bordelektrik starben Startergenerator und Gleichstromlichtmaschine aus.
Seit ca. den 2010ern werden Pkw mit Hybridantrieb angeboten. Der leistungsstarke Elektromotor zum elektrischen Fahren und Rekuperieren kann bei entsprechender Auslegung des Antriebsstrangs auch genutzt werden, um dem Motor zu starten und das elektrische (Niederspannungs-)Bordnetz zu versorgen. Man spart Zahnkranz, Anlasser und Lichtmaschine (Kosten, Gewicht, Einbauraum) und das durch Ritzel und Zahnkranz verursachte laute Geräusch beim Startvorgang.
Möglich wurde diese Entwicklung durch die heute verwendete moderne Halbleitertechnik statt der früheren Gleichstromtechnik.

##### Dynastart
Die Luma-Werke in Stuttgart fertigten unter der Markenbezeichnung Dynastart ab 1930 für DKW einen auf der Kurbelwelle montierten Startergenerator. Ab 1934 baute Siba, 1957 von Bosch übernommen, die Dynastart-Maschinen für DKW. Die Konstruktion kam später unter anderem im AWZ P 70, DKW F 8, BMW Isetta, BMW 600, Heinkel Kabine, NSU Prinz, Goggomobil, Messerschmitt Kabinenroller, Steyr-Puch Haflinger und ab 1969 in der Vespa 50 Elestart zum Einsatz. Die bei Kleinfahrzeugen häufig eingesetzten Zweitaktmotoren haben die Eigenschaft, dass sie rückwärts laufen können, wenn sie in entsprechender Drehrichtung angelassen werden. Durch einfaches Umpolen des Startergenerators konnte daher ein Getriebe-Rückwärtsgang eingespart werden. Zumindest Bosch lieferte die Lichtanlasser aber auch in der Bauform einer Gleichstromlichtmaschine, die über einen Riementrieb mit dem Motor verbunden wurde. Verwendet wurde diese unter anderem von Steyr (Typ 50/55 Baby, Typ 200 und Haflinger-Geländewagen).
Heute wird der Markenname DynaStart von ZF Friedrichshafen für moderne Kurbelwellen-Startergeneratoren nach dem Prinzip der permanenterregten Synchronmaschine verwendet.

##### Kurbelwellen-Startergenerator
Der Kurbelwellen-Startergenerator (KSG oder ISG) ist direkt auf der Kurbelwelle montiert. Durch die entfallene Lichtmaschine, und da für das Segeln oder Betrieb als Elektroauto die Nebenaggregate des Verbrennungsmotors elektrifiziert werden müssen, kann auf einen Riementrieb verzichtet werden. Der Startergenerator sitzt heute i. d. R. auf der Getriebeeingangswelle und verursacht einige Zentimeter zusätzlicher Baulänge im Kupplungsgehäuse. Um dies bei Quereinbau zu umgehen, kann der Anlasser auch in der Form eines Nebenabtriebs am Getriebe montiert werden.
Auch Startergeneratoren von Flugzeugtriebwerken (TL- und PTL-Triebwerke) arbeiten nach diesem Prinzip.

##### Riemengetriebener Startergenerator
Der riemengetriebene Startergenerator (RSG, früher Lichtanlasser) wird bei ähnlicher Funktionalität über einen Riementrieb mit dem Motor verbunden, dafür muss normalerweise nur ein anderer Riemenspanner eingesetzt werden, der die abweichende Zugrichtung beim Startvorgang toleriert. Nachteilig ist, dass ein echter Hybrid-Betrieb (nicht Mild-Hybrid bzw. Stop-Start) kaum möglich ist: Beim Rekuperieren oder elektrischen Fahren wird immer das Triebwerk des Motors mitgeschleppt.
Verwendet wird dies System zum Beispiel als Mildhybrid oder Stop-Start im Daimler (Smart MHD BR451).

### Druckluftanlasser

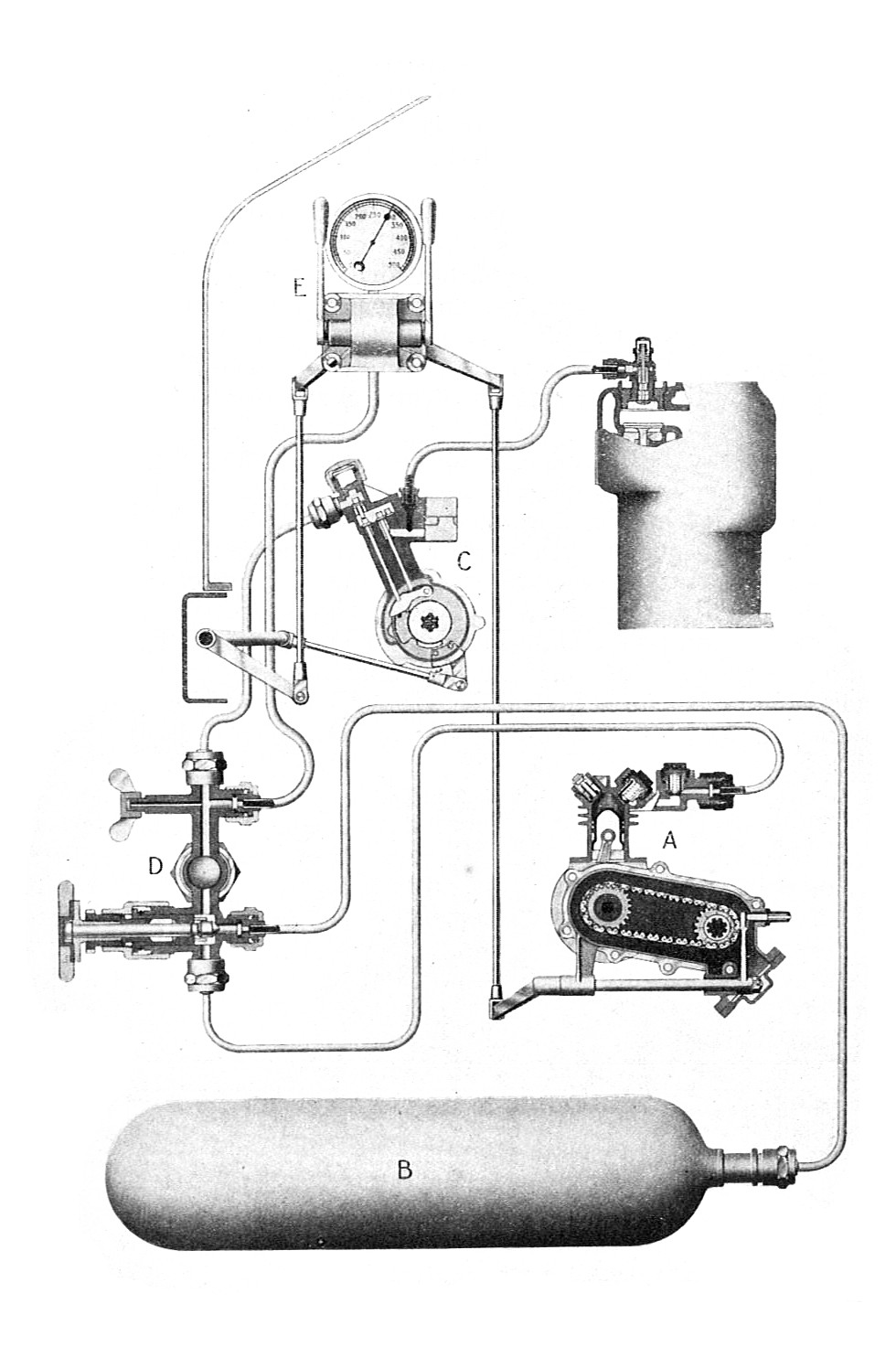
Schema eines Druckluftanlassersystems

Pneumatische Anlasser (umgangssprachlich: Druckluftanlasser) werden bevorzugt eingesetzt, wo Elektrostarter auf Grund ihrer (zu geringen) Leistung oder anderer Betriebsbedingungen nicht verwendet werden können. Als Energieträger dient Druckluft. An bis zu mittelgroßen Motoren werden Ritzelanlasser eingesetzt, die dadurch anbauähnlich mit Elektroanlassern sind. Große und größte Dieselmotoren, zum Beispiel in Schiffen, werden durch gesteuerte Einspeisung in die Brennräume gestartet.
Druckluftanlasser als Ritzelanlasser entsprechen in ihrem Aufbau den elektrischen Anlassern, nur dass der elektrische Anlassmotor durch einen pneumatischen ersetzt ist. Auch muss die Druckluftzufuhr gesteuert (Magnetventil statt Relais) und das Ritzel ein- und ausgespurt werden. 
Bei der ältesten und einfachsten Ausführung einer Druckluftanlassung war nur ein Zylinderkopf mit einem manuell gesteuerten Druckluftventil ausgestattet. Zunächst wurde der Motor für diesen Zylinder und die gewünschte Drehrichtung auf kurz nach OT (oberer Totpunkt) gestellt. Nach den anderen Startvorbereitungen wurde das Druckluftventil kurz geöffnet, um den Motor in Drehung zu versetzen. Durch die Schwungmasse dreht er weiter und läuft an. Bei laufendem Motor wird das Druckluftventil gelegentlich manuell geöffnet, sodass Verbrennungsgase (gegebenenfalls über eine Reinigungsstufe) zurück in den Druckluftspeicher strömen können.
Später hatten Motoren mit Druckluftanlassung auf mehreren Zylindern Druckluftventile, die über eine zusätzliche Nockenwelle während des Startvorgangs angesteuert werden. Um Anlassen in beiden Drehrichtungen des Motors zu ermöglichen, kann die Anlassnockenwelle „verschoben“ werden, bei Viertaktmotoren oder gesteuerten Zweitaktmotoren auch die normale Nockenwelle. Zum Anlassen selbst wird Druckluft auf die Sammelleitung zu den Druckluftventilen gegeben, die Ventile öffnen und schließen, wenn der Kolben des jeweiligen Zylinders in der richtigen Stellung steht. Sobald der Motor anläuft, wird die Druckluftversorgung der Sammelleitung abgesperrt und die Druckluftventile bleiben geschlossen.
Kleinere Motoren mit Druckluftanlassung haben häufig einen angebauten Luftpresser, wie er auch für die Bremsanlage von LKW benötigt wird. Bei großen Motoren werden die nötigen Nebenaggregate einschließlich der Drucklufterzeugung über eigene Motoren angetrieben, auf Seeschiffen sind mehrere redundante Systeme vorgeschrieben.

### Hydraulikanlasser
Hydraulikanlasser sind Ritzelanlasser und entsprechen in ihrem Aufbau den elektrischen Anlassern, nur dass der elektrische Anlassmotor durch einen hydraulischen ersetzt ist. Auch dort muss die Hydraulikölzufuhr gesteuert (Magnetventil statt Relais) und das Ritzel ein- und ausgespurt werden.

### Federkraftanlasser

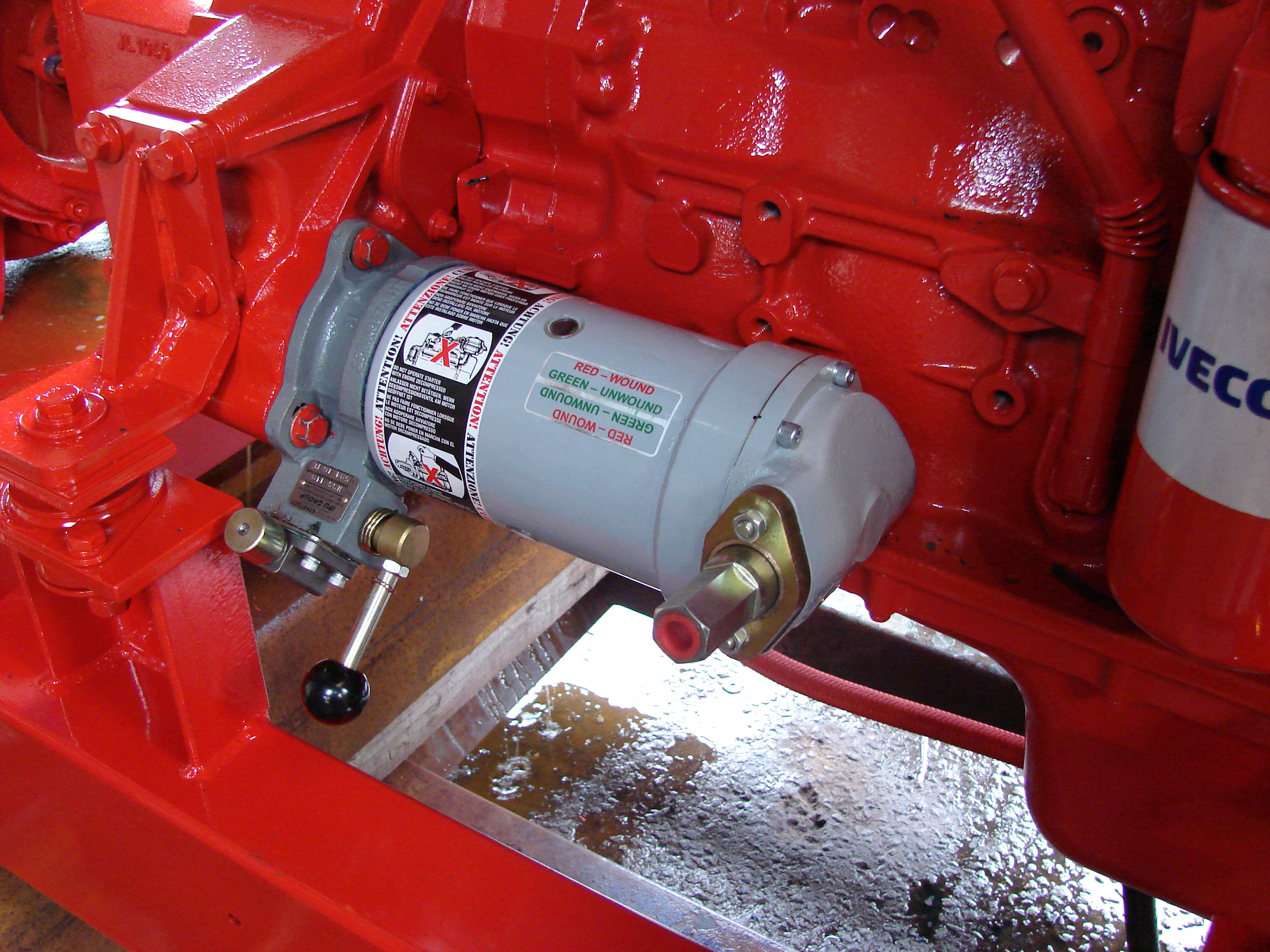
Federkraftanlasser CAV-Simms SS/SR

Federkraftanlasser sind Ritzelanlasser, das Gehäuse ist in Durchmesser und Länge relativ groß, weshalb trotz gleicher Flanschbefestigung am Motor Einbauprobleme auftreten können. Die Energie ist im Federpaket innerhalb des Anlassers gespeichert.
Auf der Anlasserwelle befinden sich das Ritzel und ein Steilgewinde, auf dem eine Wandermutter läuft. Bei dem abgebildeten Anlasser befindet sich am hinteren Ende der Anlasserwelle zusätzlich das große Kegelrad eines Kegelradgetriebes, das Gegenrad sitzt auf der Spannwelle (der Sechskant im Bild). Durch den silbernen Druckknopf wird der Spannmechanismus eingerastet und an dem Sechskant kann zum Beispiel mit einer Kurbel das Federpaket gespannt werden. Dabei spurt zuerst das Ritzel in den Zahnkranz ein, dann wird der Motor etwas rückwärts gedreht. An dem Sichtfenster erscheint eine Markierung, wenn das Federpaket gespannt ist. Nun ist der Motor startklar, an dem Hebel mit dem schwarzen Knopf kann er nun ausgelöst werden, dabei entspannt das Federpaket und treibt dadurch den Motor an, zum Schluss wird das Ritzel aus dem Zahnkranz wieder ausgespurt.
Federkraftanlasser werden als kraftbetriebene Notstartanlage eingesetzt, wenn (zeitweilig) kein Strom für den Elektrostarter zur Verfügung stehen könnte. Häufig werden sie deshalb als zweiter Starter am Motor verbaut. Ein gespannter Federkraftanlasser blockiert den Motor, so dass dieser nicht laufen und auch nicht anderweitig gestartet werden kann. Wird ein gespannter, ausgebauter Anlasser ohne Last ausgelöst, führt dies mindestens zur Selbstzerstörung des Anlassers, durch das unerwartet mit großer Wucht drehende Ritzel besteht zudem Verletzungsgefahr.

### Schwungmassenanlasser
Schwungmassenanlasser nutzen eine große, schnell rotierende Schwungmasse, die beim Startvorgang über eine kraftschlüssige Kupplung mit dem Motor verbunden wird, um diesen mitzunehmen.
Die Schwungmasse kann dauerhaft rotieren (Notstromaggregat, unterbrechungsfreie Notstromversorgung) oder erst während der Startvorbereitung auf Drehzahl gebracht werden. Dabei ist es unerheblich, wie die Schwungmasse angetrieben wird. Dies kann ein sehr kleiner Elektromotor sein, der im Dauerbetrieb kaum mehr als die Lagerwiderstände überwinden können muss (beim Beschleunigen mehr). Es kann aber auch ein Mensch über einen Kurbeltrieb, nötigenfalls mit veränderlicher Untersetzung, eine Schwungmasse langsam beschleunigen und mit dieser dann sehr große Motoren starten. Ein bekanntes Muster mit kurbelbetätigtem Schwungmassenanlasser war der Flugmotor DB 605. Die Schwungmasse kann während des Betriebes mit dem Motor mitdrehen, was den Rundlauf verbessert.

### Anlassen mit kleinem Verbrennungsmotor
Eine Möglichkeit, einen großen Motor zu starten, besteht darin, dass man zuvor einen wesentlich kleineren Motor startet, um mit diesem den großen Motor zu starten. Diese Technik wurde in größerem Umfang bei Landmaschinen eingesetzt, die in der ehemaligen Sowjetunion gebaut wurden. Beispielsweise haben die Traktoren T-150K oder Kirowez K-700 solche Anlasser, ebenso sowjetische Kettentraktoren wie der Stalinez-80 oder der Stalinez-100. Auch wurden ab den 1930er-Jahren über Jahrzehnte beim amerikanischen Baumaschinenhersteller Caterpillar in seinen großvolumigen Diesel-Zweitaktmotoren an Planierraupen (zum Beispiel CAT D3) solche Anlassmotoren verwendet. Bevorzugt wurden benzin- oder dieselbetriebene Zweitaktmotoren verwendet, die mittels Seilzug oder auch elektrisch gestartet wurden, um dann den großen Dieselmotor zu starten. Bei wassergekühlten Startmotoren war teilweise der Kühlkreislauf des Anlassermotors mit dem des großen Motors verbunden. Auch wurden teilweise die heißen Auspuffgase des Startmotors zum Ansaugtrakt des großen Dieselmotors geleitet, um dessen Ansaugluft für sicheren Motorstart insbesondere bei niedrigen Außentemperaturen vorzuwärmen.
Auch die unter anderem in der Me 262 eingesetzten Jumo 004-Düsentriebwerke wurden mit einem 250 cm³ großen Zweitakt-Boxermotor gestartet, der vor dem Triebwerk im Kegel des Lufteinlasses saß.

### Pyrotechnische Anlasser
Eine pyrotechnische Treibladung erzwingt durch den explosionsartig schnellen Druckanstieg bei der Verbrennung eine Vergrößerung des Brennraumes, meist wird ein Kolben in einem Zylinder nach außen getrieben. Die Dauer des Startvorgangs ist also begrenzt auf die Zeit, bis der Kolben seinen Hub ausgeführt hat. Für einen neuen Startversuch muss der Kolben (mit dem Motor) manuell wieder in Startstellung gebracht und eine neue Pyroladung eingesetzt werden.

#### Zündfix
Unter dem Markennamen Zündfix gab/gibt es einen pyrotechnischen Starter, der auf dem Zylinderkopf des Motors montiert wird. Dazu wird normalerweise ein speziell bearbeiteter Zylinderkopf benötigt, in den dieser Starter eingeschraubt wird. Damit ausgerüstet werden konnten u. a. von Deutz die Motoren der Baureihen FL410/D und FL912.
Neben den anderen Startvorbereitungen wird zum Starten des Motors der entsprechende Kolben auf kurz nach OT (oberer Totpunkt) gedreht, eine Zündkapsel in den Starter eingelegt und mit einem Hammer auf den Kopf des Starters geschlagen. Im Inneren des Starters entzündet sich die Zündkapsel, treibt den Kolben des Motors nach unten und startet damit den Motor.
Das System funktionierte offensichtlich auch bei Vorkammermotoren gut. Vorteil war weiterhin, dass der Motor bei günstigen Wetterbedingungen bis auf den auslösenden Hammerschlag vorbereitet werden konnte, so dass bei schlechtem Wetter der Motor schnell mit einem einzelnen Hammerschlag gestartet werden konnte.

#### Coffman-Starter
Der Coffman-Starter wurde in den 1930er Jahren hauptsächlich in Flugzeugmotoren eingesetzt. Das Funktionsprinzip beruht auf einer mit einer pyrotechnischen Treibladung gefüllten Kartusche (Kartuschenstarter).
Nach Zündung treiben die bei der Verbrennung entstehenden Gase einen Kolben an, der in einem Zylinder mit einem einer Schraube ähnlichen Gewinde mit starker Steigung gelagert ist. Dadurch wird der Kolben in eine Drehbewegung versetzt, die über Zahnräder auf die Kurbelwelle übertragen wird.
Die Vorteile waren, dass
- kein Kurbeln zum Anlassen notwendig war, was einen Sicherheitsgewinn darstellte, sollte es zu einem Rückschlag kommen. Ebenfalls entfiel dadurch, ähnlich wie beim elektrischen Anlasser, die Notwendigkeit einer Hilfsmannschaft, welche durch Kurbeln oder im schlimmsten Fall Reißen an der Luftschraube, welches entweder mit Hand oder Seilzug erfolgte, das Triebwerk auf Umdrehungen brachte.
- der Start zum Teil schneller erfolgte, weil die Treibladung sofort viel Kraft übertrug, während mit der geringen Menschenkraft große Triebwerke erst nach und nach in Schwung kamen.
- keine schwere Batterie für einen elektrischen Anlasser benötigt wurde, was vor allem Jagdflugzeugen zugutekam, welche durch geringeres Gewicht wendiger wurden.

Hauptnachteil war die für jeden Anlassversuch notwendige, nur einmal verwendbare Starterkartusche. Auch dauert die Motordrehung durch den Starter nur für wenige Umdrehungen an, so dass schlecht anspringende Motoren oftmals mehrere Startversuche mit entsprechender Anzahl an Starterpatronen benötigen.
Der Coffman-Starter wurde zum Beispiel in einigen Versionen der Supermarine Spitfire und der F4U Corsair eingesetzt.
Der Startvorgang mit Coffman-Patronen wurde im Film Der Flug des Phoenix von 1965 sowie dessen Neuinszenierung von 2004 dramaturgisch eingesetzt.

### Fachbücher
- Jürgen Kasedorf, Richard Koch: Service-Fibel für die Kfz-Elektrik. Vogel Buchverlag, Würzburg 2001, ISBN 3-8023-1881-1.
- Rudolf Hüppen, Dieter Korp: Autoelektrik alle Typen. Motorbuchverlag, Stuttgart, ISBN 3-87943-059-4.

### Fachbroschüren
- Bosch Technische Unterrichtung Elektrische Startanlagen. Robert Bosch GmbH, Stuttgart, VDT-UBE 501/1